# María Fernández Grande
María Fernández Grande, coneguda esportivament com María Fernández "Pulgui", (Gijón, 11 de febrer de 1985) és una jugadora i entrenadora d'hoquei sobre patins asturiana.
Començà la pràctica de l'hoquei sobre patins a l'escola i, posteriorment, formà part de la primera plantilla del Club Patín Gijón Solimar, arribant a ser-ne la capitana. Aconseguí els primers èxits del club asturià, destacant quatre Copes d'Europa (2007, 2009, 2010, 2012), una OK Lliga Femenina (2008-09) i una Copa de la Reina (2012). La temporada 2012-13, assumí el rol de jugadora i coordinadora esportiva del club, tanmateix a meitat de temporada agafà la direcció de l'equip i tres mesos més tard guanyà el seu primer títol com a entrenadora, la Copa de la Reina de 2013. Hi romangué durant cinc temporades, guanyant una OK Lliga Femenina (2016-17) i una Copa de la Reina (2016). La temporada 2017-18 fitxà per l'Igualada Femení Hoquei Club Patins, de la segona catalana, com a entrenadora i directora esportiva, i aconseguí l'ascens de l'equip igualadí a l'OK Lliga al final de la temporada 2019-20. El juny de 2020 s'incorporà en la coordinació esportiva del Real Sociedad Tenis La Magdalena, de la Lliga OK Bronze, i, dos anys més tard, assumí la coordinació esportiva del Telecable Hockey Club.

## Palmarès
Com a jugadora
- 4 Lligues europees d'hoquei sobre patins femenina: 2007, 2009, 2010, 2012
- 1 Lliga espanyola d'hoquei sobre patins femenina: 2008-09
- 1 Copa espanyola d'hoquei sobre patins femenina: 2012
- 1 Lliga Interautonòmica espanyola d'hoquei sobre patins femenina: 2007-08

Com a entrenadora
- 1 Lliga espanyola d'hoquei sobre patins femenina: 2016-17
- 2 Copes espanyoles d'hoquei sobre patins femenina: 2013, 2016